# Stade Rémy-Goalard
Le stade Rémy-Goalard est un stade omnisports situé à Soustons dans le département des Landes. Il est le stade résident de l'équipe de rugby à XV de la ville, l'AS Soustons.

## Présentation
Le stade, ouvert en 1938, comprend une tribune principale accolée à des bâtiments de style architectural basque et landais, et des gradins annexes. Il porte le nom de Rémy Goalard, joueur de rugby à XV de l'AS Soustons de 1918 à 1938 et mort pour la France pendant la Seconde Guerre mondiale.